# LaRue

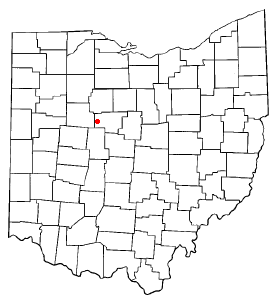
Wieś LaRue w stanie Ohio

LaRue – wieś w USA, w stanie Ohio, w hrabstwie Marion.
Według danych z 2010 roku wieś miała 747 mieszkańców. Całkowita powierzchnia wynosi 1.24 km²